# Sukamara
Sukamara ist ein indonesischer Regierungsbezirk (Kabupaten) in der Provinz Kalimantan Tengah. Mitte 2024 leben hier über 66.000 Menschen. Der Verwaltungssitz des Kabupaten Sukamara ist das gleichnamige Sukamura.

## Geographie
Der Bezirk Sukamura belegt 2,16 % der Fläche der Provinz und damit „provinzintern“ den vorletzten Platz (vor dem Kabupaten Baruto Timur), entsprechend Rang 38 unter allen 47 Bezirken der Insel Kalimantan (Quelle:).

### Lage
Sukamara liegt im Westen der Provinz Kalimantan Tengah und grenzt im Nordosten an den Kabupaten Lamandau, im Osten an Kotawaringin Barat sowie im Westen und Südwesten an Ketapang (Provinz Kalimantan Barat). Im Süden bildet die ca. 80 km lange Küstenlinie der Javasee eine natürliche Grenze. Die einzige Insel Pulau Tangguk gehört administrativ zum Kecamatan Jelai. Es werden die Koordinaten zwischen 2° 0′ 56,4″ und 3° 03′ 59,0″ s. Br. sowie zwischen 110° 43′ 55,0″ und 111° 23′ 59,4″ ö. L. belegt.

## Verwaltungsgliederung
Der Bezirk gliedert sich in 5 Distrikte oder Unterbezirke (indonesisch Kecamatan) mit 32 Dörfern (indonesisch Desa) von denen 3 als Kelurahan städtisch geprägt sind. Eine weitere Unterteilung erfolgt in 36 RW (Rukun Warga) und 199 RT (Rukun Tetangga).
| Code 1)  | Kecamatan Distrikt | Ibu Kota Verwaltungssitz | Fläche km² | Einw. Census 2010 2) | Volkszählung 2020 3) | Volkszählung 2020 3) | Volkszählung 2020 3) | Anzahl der Döärfer | Anzahl der Döärfer |
| Code 1)  | Kecamatan Distrikt | Ibu Kota Verwaltungssitz | Fläche km² | Einw. Census 2010 2) | Einw. 3)             | 0Dichte 4)0          | Sex Ratio 5)         | Desa               | Kel. 6)            |
| -------- | ------------------ | ------------------------ | ---------- | -------------------- | -------------------- | -------------------- | -------------------- | ------------------ | ------------------ |
| 62.08.01 | Sukamara           | Padang                   | 1.028      | 19.623               | 30.890               | 30,1                 | 111,11               | 6                  | 2                  |
| 62.08.02 | Jelai              | Kuala Jelai              | 796        | 4.412                | 5.528                | 6,9                  | 106,19               | 4                  | 1                  |
| 62.08.03 | Balai Riam         | Balai Riam               | 539        | 6.649                | 10.623               | 19,7                 | 104,93               | 8                  | –0                 |
| 62.08.04 | Pantai Lunci       | Sungai Cabang Barat0     | 804        | 4.846                | 5.861                | 7,3                  | 110,90               | 4                  | –0                 |
| 62.08.05 | Permata Kecubung00 | Ajang                    | 660        | 9.422                | 10.562               | 16,0                 | 117,01               | 7                  | –0                 |
| 62.08    | Kab. Sukamara      | Kab. Sukamara            | 3.827      | 44.952               | 63.464               | 16,6                 | 111,01               | 29                 | 3                  |

## Geschichte
Zusammen mit sieben weiteren Kabupaten entstand 2002 der Kabupaten Sukamara durch Abtrennung von drei Kecamatan aus dem Kabupaten Kotawaringin Barat. Im Jahr 2006 wurden zwei weitere Kecamatan gebildet: Pantal Lunci (4 Dörfer vom Kec. Jelai) und Permata Kecubung (7 Dörfer aus dem Kec. Balai Riam).

## Demographie
Mit 2,34 % der Bevölkerung ist Sukamara der am schwächsten besiedelte Bezirk der Provinz. Dies bedeutet Platz 45 unter allen 47 Kabupaten der Insel Kalimantan. Die Bevölkerungsdichte von 19,5 Einwohnern pro Quadratkilometer belegt Rang 30 unter allen Kabupaten der Insel (Angaben von Ende 2023:).
| Religion im Jahr 2020 | Religion im Jahr 2020 | Religion im Jahr 2020 | Religion im Jahr 2020      |
| Religion              | Anzahl                | Anteil (%)            | Gebäude                    |
| --------------------- | --------------------- | --------------------- | -------------------------- |
| Islam                 | 51.695                | 81,63                 | 62 1)                      |
| Christen insg.        | 07.720 2)             | 12,19                 | 050                        |
| Davon:                |                       |                       |                            |
| Protestanten          | 05.010                | 64,90                 | 043                        |
| Katholiken            | 02.710                | 35,10                 | 007                        |
|                       |                       |                       |                            |
| Hindus                | 03.771                | 05,95                 | 12 Pura (Tempel), 1 Vihara |
| Buddhisten            | 000.117               | 0018                  | 12 Pura (Tempel), 1 Vihara |

| Jahr  | Gesamt- Bevölkerung | Männer  | %     | Frauen  | %     | Sex Ratio 3) |
| 02010 | 044.952             | 023.879 | 53,12 | 021.073 | 46,88 | 113,32       |
| 02020 | 063.464             | 033.387 | 52,61 | 030.077 | 47,39 | 111,01       |
| 02024 | 066.118             | 034.505 | 52,19 | 031.613 | 47,81 | 109,15       |

### Soziale Daten 2020
| Merkmal                                                             | Kab. Sukamara | 0Prov. Kalimantan Tengah0 |
| ------------------------------------------------------------------- | ------------- | ------------------------- |
| Bevölkerung unterhalb der Armutsgrenze (Tsd.)00                     | 02,13         | 132,94                    |
| Anteil der „armen Bevölkerung“ (indonesisch Penduduk miskin) (%)000 | 03,23         | 004,82                    |
| Arbeitslosenrate (%)                                                | 04,70         | 004,58                    |
| Lebenserwartung bei der Geburt (Jahre)                              | 71,53         | 069,74                    |
| HDI-Index                                                           | 68,03         | 071,05                    |
| Analphabetenrate (in %, 15+ J.)                                     | 01,44         | 000,80                    |
| Anteil der Altersgruppen                                            | 0Real0        | 0Prozentual0              |
| Kinder (<15 J.)                                                     | 016.2670      | 25,63                     |
| arbeitsfähige Bevölkerung (15–64 J.)                                | 044.9840      | 70,88                     |
| Rentner und Pensionäre (>65 J.)                                     | 002.2130      | 03,49                     |

### Aktuelle Daten der Bevölkerungsfortschreibung
Nachfolgende Tabelle gibt den Einwohnerstand nach Geschlecht vom Jahresende 2022 und 2023 sowie zur Jahresmitte 2024 wieder. Er resultiert aus den Ergebnissen der Fortschreibung durch die örtlichen Zivilregistrierungsbüros (Disdukcapil, indonesisch Dinas Kependudukan dan Pencatatan Sipil). Der aktuelle Stand kann in einer interaktiven Karte abgerufen werden.
| Kecamatan        | 12/2022 1) | 12/2022 1) | 12/2022 1) | 12/2023 2) | 12/2023 2) | 12/2023 2) | 06/2024 3) | 06/2024 3) | 06/2024 3) | 06/2024 3)    | 06/2024 3)       | 06/2024 3)   |
| Kecamatan        | Gesamt     | Männer     | Frauen     | Gesamt     | Männer     | Frauen     | Gesamt     | Männer     | Frauen     | Fläche 4) km² | Dichte Einw./km² | Sex Ratio 5) |
| ---------------- | ---------- | ---------- | ---------- | ---------- | ---------- | ---------- | ---------- | ---------- | ---------- | ------------- | ---------------- | ------------ |
| Sukamara         | 31.724     | 16.600     | 15.124     | 30.904     | 16.165     | 14.739     | 31.724     | 16.600     | 15.124     | 997,64        | 31,8             | 109,76       |
| Jelai            | 5.812      | 3.001      | 2.811      | 5.715      | 2.954      | 2.761      | 5.812      | 3.001      | 2.811      | 348,04        | 16,7             | 106,76       |
| Balai Riam       | 12.183     | 6.350      | 5.833      | 11.763     | 6.137      | 5.626      | 12.183     | 6.350      | 5.833      | 237,29        | 51,3             | 108,86       |
| Pantai Lunci     | 6.934      | 3.571      | 3.363      | 6.852      | 3.525      | 3.327      | 6.934      | 3.571      | 3.363      | 885,07        | 7,8              | 106,18       |
| Permata Kecubung | 9.465      | 4.983      | 4.482      | 9.197      | 4.837      | 4.360      | 9.465      | 4.983      | 4.482      | 843,19        | 11,2             | 111,18       |
| Kab. Sukamara    | 66.118     | 34.505     | 31.613     | 64.431     | 33.618     | 30.813     | 66.118     | 34.505     | 31.613     | 3.311,23      | 20,0             | 109,15       |